# 塔爾馬省

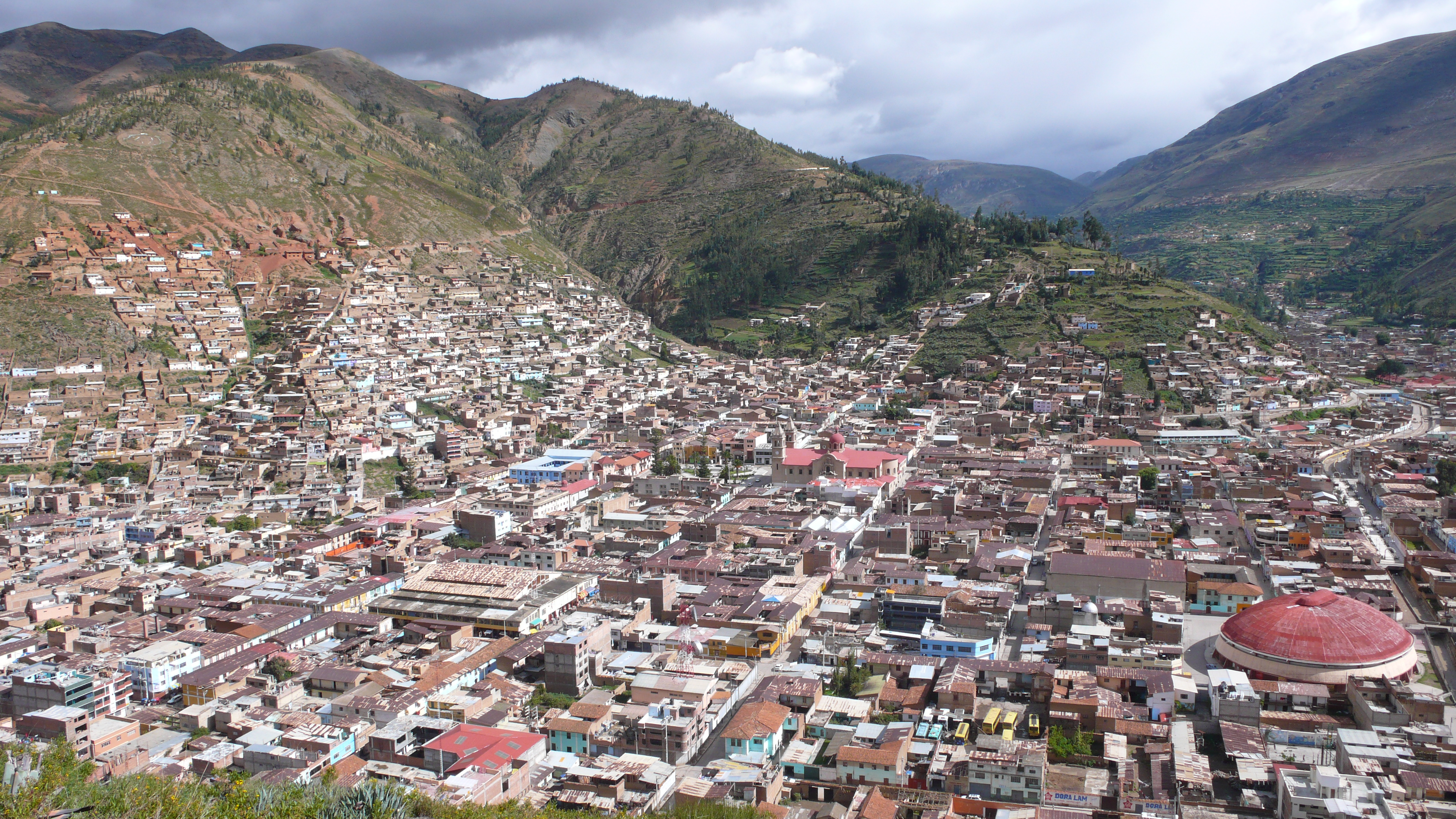

塔爾馬省（西班牙語：Provincia de Tarma），是秘魯的省份，位於該國中部胡寧大區，首府是塔爾馬，海拔高度3,053米，面積2,749平方公里，2007年人口112,230，人口密度每平方公里40.82人。